# Реттерт
Реттерт (нем. Rettert) — община в Германии, в земле Рейнланд-Пфальц. 
Входит в состав района Рейн-Лан. Подчиняется управлению Катценельнбоген.  Население составляет 469 человек (на 31 декабря 2010 года). Занимает площадь 5,80 км².